# Tia Carrere
Tia Carrere (født Althea Rae Duhinio Janairo den 2. januar 1967 i Honolulu på Hawaii) er en amerikansk skuespiller, sanger og model. Hun er gift og fødte en datter i 2005.
Blandt de film hun har medvirket i kan nævnes: Instant Karma (1990), Harley Davidson and the Marlboro Man (1991), Little Sister (1992), Wayne's World (1992), Wayne's World 2 (1993), Rising Sun (1993), True Lies (1994), Jury Duty (1995), High School High (1996), Torn Apart (2004) og Back in the Day (2005).
Hun har desuden lagt stemme til søsteren Nani i tegnefilmen Lilo & Stitch (2002) samt diverse fortsættelser.